# Чахлэу
Чахлэ́у — один из самых известных горных массивов в Румынии. Расположен в Восточных Карпатах, в жудеце Нямц в Молдове. В Чахлэу находятся вершины Тоака (1904 м) и Околашул-Маре (1907 м). Чахлэу окружён с востока рекой Бистрица и озером Биказ и с юга рекой Биказ.

## Интересные факты
Существует легенда «Траян и Докия», согласно которой Докия была дочерью правителя даков Децебала. Когда римский император Траян захватил Дакию, Докия скрылась на священной горе Чахлэу, чтобы не выходить за него замуж. Она переодевается в пастушку и пасёт овец, но замерзает от холода. Дева Мария по одной версии превращает её со стадом в скалы, а по другой версии Докия становится ручьём, а овцы цветами.